# Михайловская военная артиллерийская академия
Миха́йловская вое́нная артиллери́йская акаде́мия в Санкт-Петербурге — одно из старейших военно-учебных заведений России.

## Михайловское артиллерийское училище
Первая специально-артиллерийская школа в России была учреждена Петром Великим в Москве, в 1701 году.
В 1712 году часть преподавателей и учеников Школы Пушкарского приказа отправлена в столицу, для открытия столичной артиллерийской школы, в Санкт-Петербурге, но она вскоре была соединена с инженерной; затем обе школы несколько раз разделялись и соединялись, пока не были соединены окончательно в 1758 году, по распоряжению генерал-фельдцейхмейстера И. И. Шувалова.

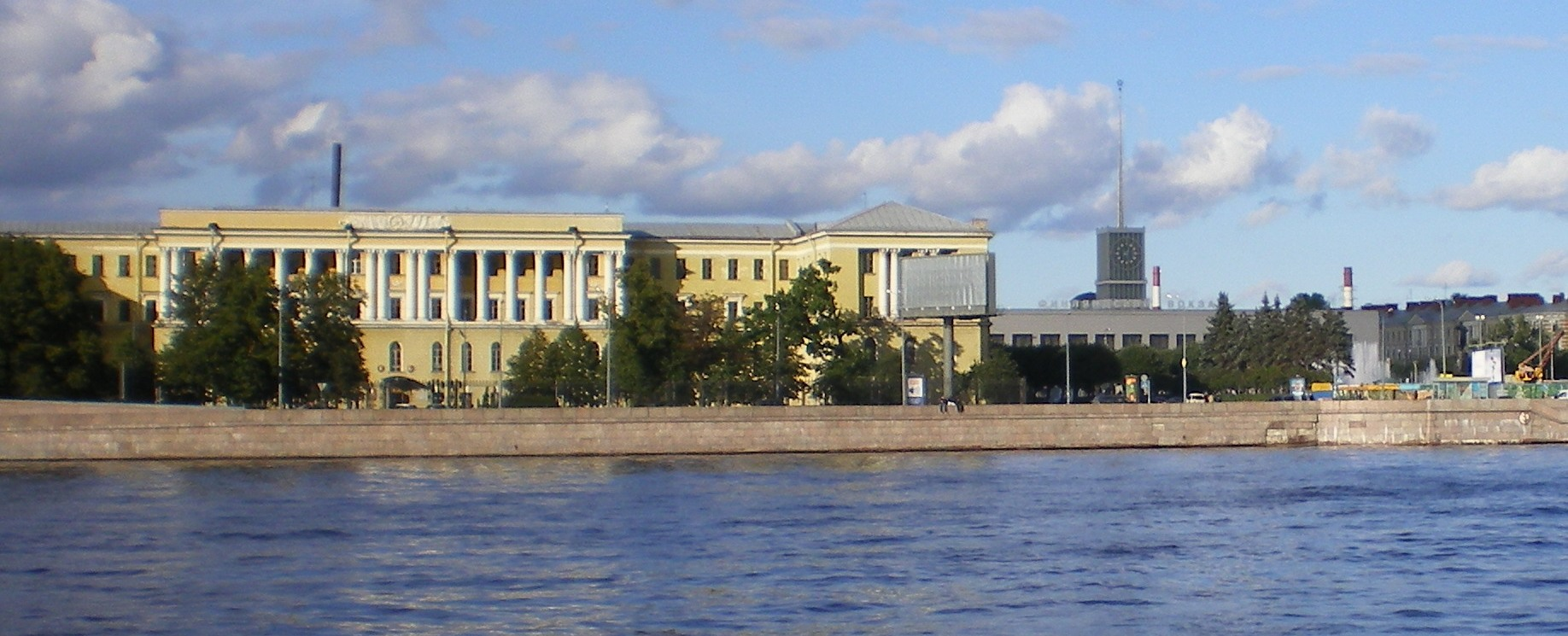
Здание по адресу Арсенальная набережная, 15 (архитектор Л. А. Витовский)

В 1762 году соединённые школы были переименованы в Артиллерийский и Инженерный шляхетный корпус (сначала на 146, потом на 400 воспитанников), а в 1800 году — во 2-й кадетский, который в 1805 году был вполне сравнен с 1-м кадетским и утратил свой специальный характер. Чтобы восполнить образовавшийся таким образом пробел, граф А. А. Аракчеев, как инспектор всей артиллерии, учредил сначала одну, а потом две гвардейские артиллерийские роты, в которых обучались 96 юнкеров.
В 1820 году, по докладу Великого князя Михаила Павловича, сформирована учебная артиллерийская бригада из трёх рот для приготовления фейерверкеров и при ней артиллерийское училище для образования офицеров.
В 1834 году училище отделено от учебной бригады. В 1849 году, после кончины Великого князя Михаила Павловича в его честь названо Михайловским артиллерийским училищем.
В 1865 году было реорганизовано в составе трёх классов, причём старший класс разделён на два отделения: математическое — для прошедших оба низших класса, и строевое, с несколько облегчённым курсом — для юнкеров военных училищ, переводимых на один год в артиллерийское училище. Штатный комплект обучающихся — 425 юнкеров. В порядке административного и хозяйственного управления Михайловское артиллерийское училище было объединено с одноимённой академией. В строевом отношении училище разделялось на две батареи, имевшие каждая полный комплект орудий и лошадей.
Всего в 1820—1895 годах прошло курс Михайловского артиллерийского училища 3227 человек; из них 3210 произведено в офицеры и 17, по окончании курса, награждены гражданскими чинами.
После Октябрьской революции училище, как и все существовавшие ранее учебные заведения, неоднократно переименовывалось и вошло в историю 1930—1940-х годов как 2-е Ленинградское артиллерийское училище. В 1953 году училище было передислоцировано в Коломну (Московская область), где просуществовало до своего закрытия в 2009 году. В 1957 году было переименовано в Коломенское артиллерийское училище.

## Михайловская артиллерийская академия
Михайловская артиллерийская академия образована в 1855 году из Офицерских классов артиллерийского училища и входила сначала в состав Военной академии (номинальное объединение Николаевской академии Генерального штаба, Михайловской артиллерийской и Николаевской инженерной академий в 1855—1863 гг.).

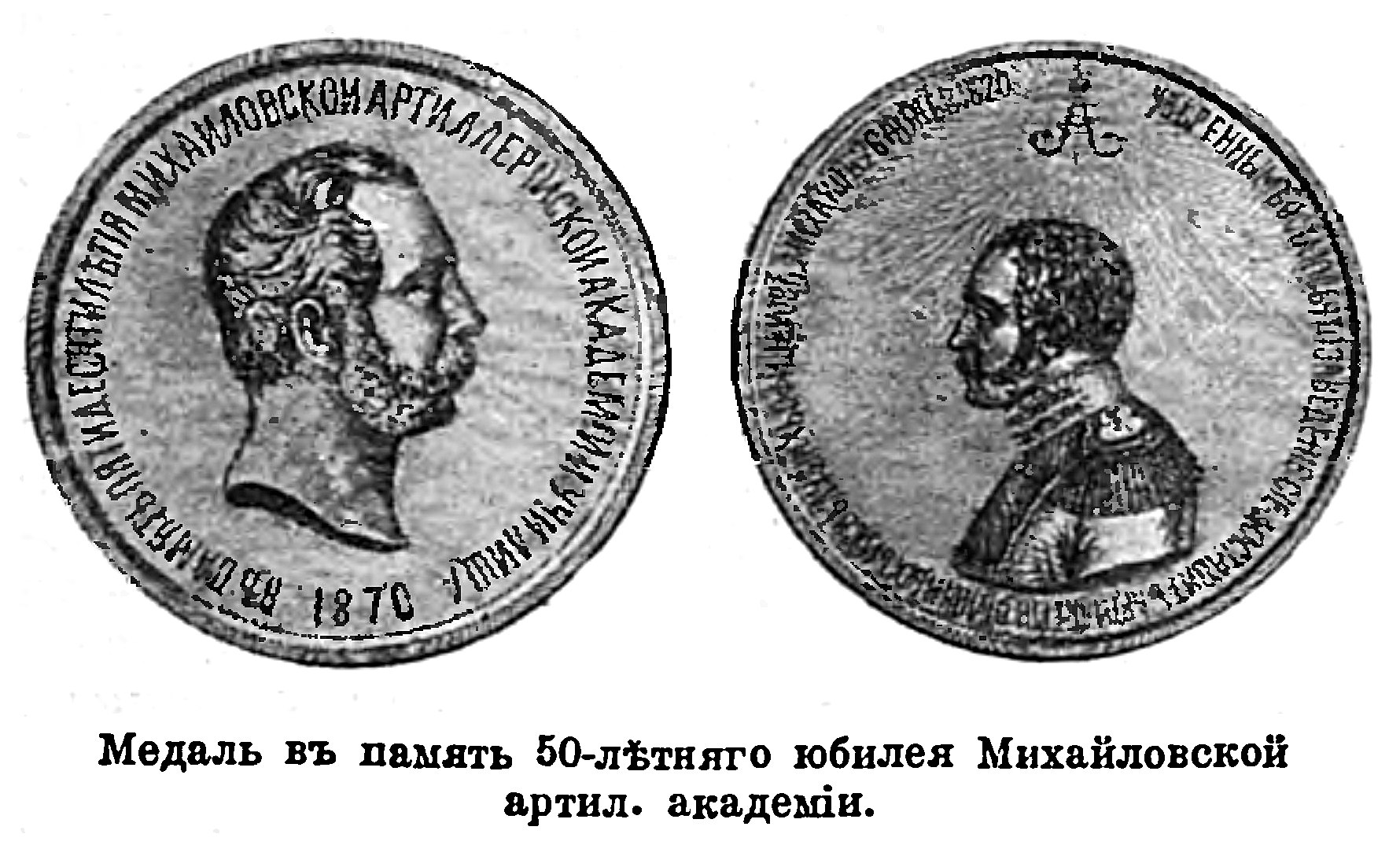
Рисунок из статьи «Михайловская артиллерийская академия»
(«Военная энциклопедия Сытина»)

В 1863 году Михайловская академия получила самостоятельную организацию с подчинением генерал-фельдцейхмейстеру. По действовавшему положению, существенно изменённому законами 28 марта 1888 года и 4 декабря 1893 года, Михайловская артиллерийская академия имела три класса: младший, старший и дополнительный. Первые два предназначались для распространения высших знаний в артиллерийских частях войск, дополнительный — для приготовления офицеров к службе в технических артиллерийских заведениях. Непосредственное управление академией вверялось начальнику, бывшему вместе с тем и начальником Михайловского артиллерийского училища. Академия имела свою библиотеку, химическую лабораторию, музей и физический кабинет. Число обучающихся во всех трёх классах — 60 офицеров. К приёмному экзамену допускались офицеры всех родов войск до чина поручика гвардии или штабс-капитана армии включительно, если они до того прослужили в офицерском звании не менее трёх лет и в том числе в строевых частях — не менее двух лет; от окончивших курс в артиллерийском училище или в университете по физико-математическому факультету с дипломом 1 степени требовалась лишь двухлетняя служба. За каждый год пребывания в академии обучавшиеся обязаны были прослужить в артиллерийском ведомстве по 1,5 года. Желающие поступить в академию, кроме состоявших в частях войск Петербургского военного округа, подвергались предварительному испытанию при окружных артиллерийских управлениях. Выдержавшие это испытание командировались на казённый счёт в Санкт-Петербург и экзаменовались там по артиллерии, фортификации, тактике, алгебре, геометрии, тригонометрии, дифференциальному и интегральному счислениям, физике, химии, элементарной механике, артиллерийскому черчению и языкам русскому, французскому и немецкому. Предметы теоретического преподавания в академии: главные — 1) все отделы артиллерии, 2) технология, 3) теоретическая механика, 4) практическая механика и 5) химия; вспомогательные — 1) высшая математика, 2) физика, 3) стратегия, 4) фортификация, 5) тактика, 6) история военного искусства, 7) военная администрация и 8) русский, французский и немецкий языки. Для практических занятий офицеры командировались в течение летних месяцев в технические заведения артиллерии Морского, Горного и других ведомств и на частные заводы.
Все офицеры, удовлетворительно окончившие старший класс, получали право на академический знак и особые преимущества при производстве впоследствии в штаб-офицерский чин, а отнесённые к 1 разряду, сверх того, годовой оклад жалованья. Лучшие из окончивших старший класс по 1 разряду переводились в дополнительный класс. Успешно окончившие его производились в следующие чины до чина капитана в армии или штабс-капитана в Гвардии включительно и получали право на назначение в технические артиллерийские заведения.
Преподавание в академии велось профессорами (7 ординарных и 3 экстраординарных) и преподавателями; на жалованье расходовалось 42 800 рублей в год.
Всего в 1820—1895 годах курс Михайловской академии (и офицерских классов) окончили 1246 офицеров.
В 1895 году Михайловское артиллерийское училище отмечало 75-летний юбилей, а Михайловская артиллерийская академия 40-летие с момента образования на основе Офицерских классов Михайловского училища. К этой дате планировался выпуск юбилейного альбома, но по неустановленным причинам к юбилейной дате он не вышел. 13 февраля 1896 года Михайловскую военную академию и училище посетил император Николай II и императрица Александра Федоровна. В том же году Фототипией А. И. Вильборг (Санкт-Петербург) был выпущен Альбом Видов Михайловской Артиллерийской Академии и Училища с указанием юбилейной даты и фотографией 1896 года, запечатлевшей визит императорской четы.

## Военная артиллерийская академия имени М. И. Калинина

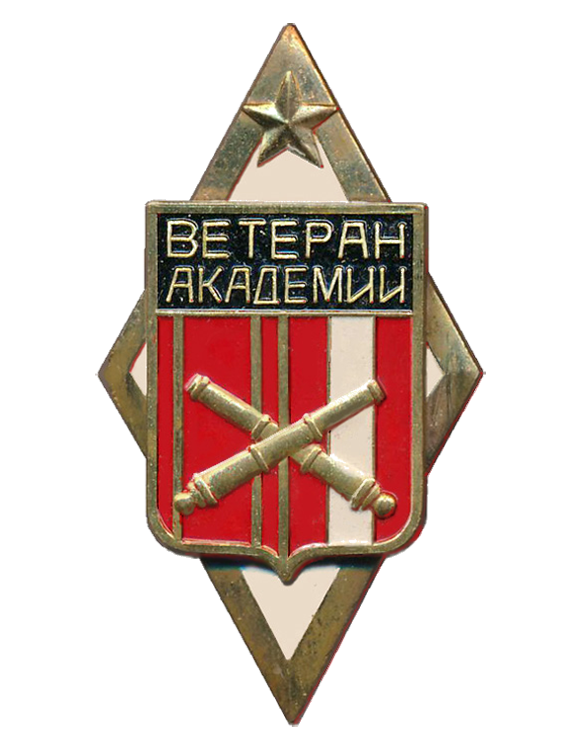
Знак «Ветеран Артиллерийской Академии» (1975)

Создана на базе Михайловской артиллерийской академии в Петрограде, которая после Октябрьской революции возобновила занятия в феврале 1918 года и вошла в состав Рабоче-Крестьянской Красной Армии.
Приказом РВСР N 498 от 15 марта 1919 года Михайловская артиллерийская академия была переименована в Артиллерийскую академию РККА. Готовила офицерские кадры с высшим военным и инженерным образованием.
В связи с общим сокращением армии по приказу РВС СССР N 469 от 6 мая 1925 года вместе с Военно-инженерной и Электротехнической академией была объединена в Военно-техническую академию РККА.
По приказу РВС СССР N 046 от 3 июня 1932 года на базе артиллерийского факультета и отделения порохов и взрывчатых веществ химического факультета упраздняемой Военно-технической академии вновь создавалась Артиллерийская академия имени Ф. Э. Дзержинского.
В 1938 году переведена из Ленинграда в Москву, награждена орденом Ленина.
В 1953 году из состава академии были выведены командные факультеты и возвращены в Ленинград, где на прежней базе Михайловской артиллерийской академии была образована Военная артиллерийская командная академия (с 1967 года — Военная артиллерийская академия имени М. И. Калинина).
Досрочно осуществив выпуск техников осенью 1943 года и весной 1944 года, Ленинградское артиллерийско-техническое Краснознамённое училище вернулось в Ленинград в июле 1944 года, и было переименовано распоряжением Совета Министров СССР № 8702-рс от 9 августа 1954 года. См. «О реорганизации Ленинградского артиллерийско-технического ордена Ленина, Краснознамённого училища в Ленинградское высшее артиллерийское инженерное ордена Ленина, Краснознамённое училище».
В 1960 году факультеты Ленинградского высшего ордена Ленина, Краснознамённого артиллерийского училища имени М. И. Калинина (бывшего ЛКАТУ) вошли в состав академии.
В 1974 году в Киеве был создан Филиал ПВО Сухопутных войск Военной артиллерийской академии им. М. И. Калинина, преобразованный в 1977 году в Военную академию войсковой ПВО.

## Михайловская военная артиллерийская академия
В 1995 году академии возвращено историческое наименование — Михайловская артиллерийская академия.
В сентябре 1998 года постановлением Правительства РФ академия реорганизована в Военный артиллерийский университет. Этим же постановлением Казанское высшее артиллерийское командно-инженерное училище, Михайловское высшее артиллерийское командно-инженерное училище (Коломна) и Саратовское высшее военное командно-инженерное училище ракетных войск присоединены к Военному артиллерийскому университету в качестве его филиалов.
В 2004 году Военный артиллерийский университет преобразован в Михайловскую военную артиллерийскую академию.
Более чем за 190 лет существования из стен Михайловской военной артиллерийской академии вышли 257 Георгиевских кавалеров, 93 Героя Советского Союза, в том числе двое награждены дважды, 5 Героев Российской Федерации.
По итогам 2015 года академия является лидером среди высших военно-учебных заведений России.
В декабре 2018 года на территории академии открыт бюст основателя учебного заведения великого князя Михаила Павловича.
Академия подчинена Главнокомандующему Сухопутными войсками Российской Федерации.

## Главноначальствующие и начальники Михайловской артиллерийской академии и училища

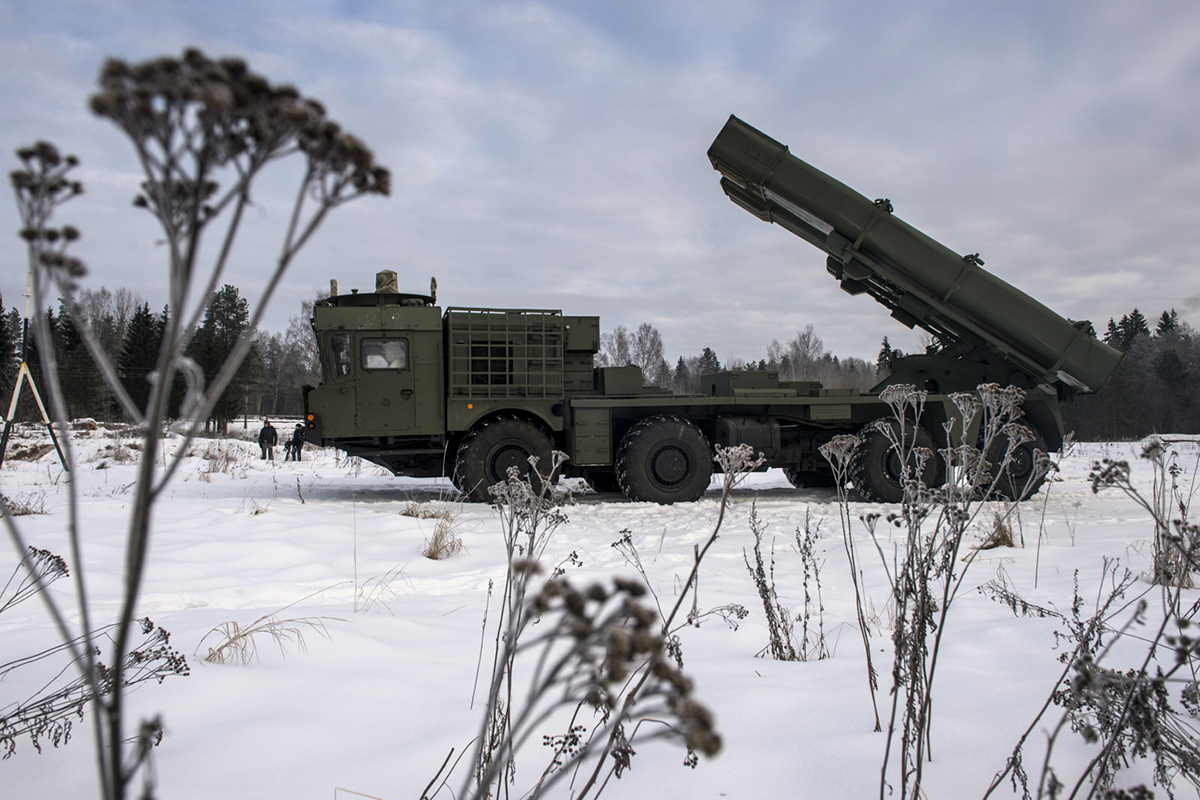
Боевая машина 9А53 от комплекса 9К512 «Ураган-1М» на тренировках курсантов академии 10 февраля 2017 года.

- Засядько, Александр Дмитриевич (1820—1827)
- Опперман, Карл Иванович (1827—1831)
- Сухозанет, Иван Онуфриевич (1832—1836)
- Долгоруков, Илья Андреевич (1836—1849)
- Ростовцев, Яков Иванович (1849—1853)
- Резвой, Орест Павлович (1853—1857)
- Крыжановский, Николай Андреевич (1857—1861)
- Платов, Александр Степанович (1861—1871)
- Рот, Константин Иванович (1871—1881)
- Демьяненков, Николай Афанасьевич (1881—1899)
- Валевачев, Степан Прокопьевич (1900—1903)
- Чернявский, Василий Тимофеевич (1903—1917)
- Петрович, Сергей Георгиевич (1917—1919)

## Начальники Артиллерийской академии РККА (Военно-технической академии РККА)
- Петрович, Сергей Георгиевич (1919—1923)
- Грендаль, Владимир Давыдович (1923—1924)
- Исаев, Михаил Михайлович (1924—1931)
- Седякин, Александр Игнатьевич (1931—1932)

## Начальники Артиллерийской академии имени Ф. Э. Дзержинского
- Тризна, Дмитрий Дмитриевич (1932—1937)
- Сивков, Аркадий Кузьмич (1937—1941)
- Говоров, Леонид Александрович (1941)
- Благонравов, Анатолий Аркадьевич (1941—1942)
- Сидоров, Сергей Петрович (1942—1945)
- Хохлов, Василий Исидорович (1945—1951)
- Полуэктов, Георгий Васильевич (1951—1953)

## Начальники Военной артиллерийской (командной) академии имени М. И. Калинина
- Воронов, Николай Николаевич (1953—1958)
- Коробченко, Василий Стратонович (1958—1969)
- Слипченко, Петр Филиппович (1969—1981)
- Матвеев, Александр Иванович (1981—1988)
- Плышевский, Борис Алексеевич (1988—1997)

## Начальники Михайловской военной артиллерийской академии
- Сухорученко, Владимир Степанович (1997—2002)
- Константинов, Владимир Александрович (2002—2009)
- Дятлов, Владимир Васильевич[8] (2009—2013)
- Баканеев, Сергей Анатольевич (с 2013)

## Руководство в настоящее время

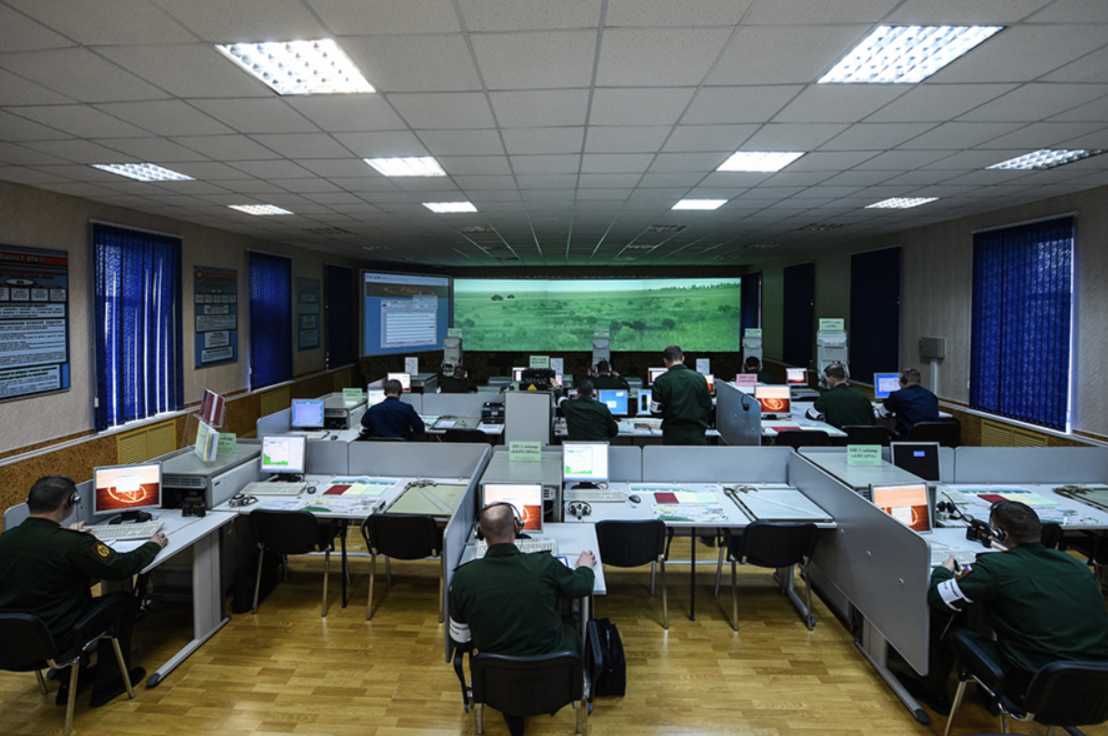
Учебный класс в академии

- Начальник академии — генерал-лейтенант Баканеев Сергей Анатольевич (с декабря 2013 г.).
- Заместитель начальника — генерал-майор Егоров Олег Валерьевич (с 4 мая 2011 г.)[9].
- Заместитель начальника по учебной и научной работе — полковник Буг Сергей Васильевич (с октября 2013 г.)
- Заместитель начальника — полковник Егоров Вячеслав Васильевич (с сентября 2021 г.)
- Заместитель начальника по военно-политической работе – начальник военно-политического отдела — полковник Титов Андрей Анатольевич (с сентября 2018 г.)
- Заместитель начальника по вооружению — полковник Захаров Юрий Кузьмич (с ноября 2020 г.)
- Заместитель начальника по тылу – начальник отдела материального обеспечения — полковник Сапожков Андрей Иванович (с 2014 г.)

## Известные преподаватели академии и училища
- см. Категория:Заслуженные профессора Михайловской артиллерийской академии
- см. Категория:Профессора Михайловской артиллерийской академии
- см. Категория:Преподаватели Михайловской артиллерийской академии

## Известные выпускники академии и училища
- см. Категория:Выпускники Михайловской военной артиллерийской академии
- см. Категория:Выпускники Михайловского артиллерийского училища
- см. Категория:Выпускники ВАА имени М.И. Калинина